# Филипчак Іван Пилипович
Іван Пилипович Филипчак (27 січня 1871, Лішна — 21 жовтня 1945, Тайшет) — український галицький педагог, письменник, громадський діяч і краєзнавець.

## Біографія
Родом із села Лішна на Сяніччині (Австро-Угорщина, нині — у складі Польщі).
Вчився в Сяніцькій гімназії (1889 р.) та у Станиславській вчительській семінарії. 1896 р. — закінчив вищі вчительські курси у Львові і був направлений на роботу в м. Комарно, а 1898 р. переведений викладачем Самбірської вчительської семінарії. Згодом працює у середніх загальних школах Самбірщини.
Зазнавав переслідувань (зокрема, вночі з 14 на 15 березня 1939 вибили шиби в його домі).
Залишившись рано вдівцем, сам виховував п'ятеро дітей. Навчав дітей любити рідну Лемківщину. Часто їм говорив: «Ви всі народилися в Самборі, але ваші батько, діди й прадіди — усі лемки». Филипчак любив господарювати, тому на заощаджені гроші купив садибу, збудував скромний будинок, засадив сад. Вирощував шовкопрядку і мав у цьому занятті немало послідовників, тому 1920 р. змушений був організувати курс шовківництва. Кілька років очолював товариство «Сільський господар». Брав участь у заснуванні музею «Бойківщина» в Самборі. На жаль війна призвела до загибелі музею. Допомагав в організації регіональних музеїв у містах Сянік, Яворів, Теребовля, Перемишль, Стрий. 1940 р. призначений директором Самбірського історико-етнографічного музею. І. Филипчак — автор багатьох історичних повістей, краєзнавчих нарисів, статей, досліджень, зокрема: з історії Самбірщини та проблем шкільництва.
04.11.1944 р. заарештований НКВС, засуджений на 15 років.
21жовтня 1945 р. помер від голоду й холоду в Тайшеті, Іркутської області.

## Вшанування пам'яті
15 березня 1999 р. Кабінет Міністрів України Постановою № 382 присвоїв Самбірському педагогічному училищу ім'я краянина Івана Филипчака. В училищі організовано кімнату-музей.
12 листопада 2001 р. на території навчального закладу урочисто відкрито та освячено пам'ятник І. Филипчаку.

## Твори
Автор прозових творів «Княгиня Романова» (1927), «За Сян» (1928, 1982), «Будівничий держави», «Сила волі» (1930), «За вчительським хлібом» (1932), «Лемко Ділер», «Дмитро Детько» (1938); наукових розвідок «З історії села Лішні, Сяніцького повіту», «Школа в Лаврові», «Історія Тиряви Сильної», «Короткий курс шовківництва», «Кульчицький — герой Відня» (1933), «Іван Берладник» (1935), «Дмитро Детько» (1935).
Окремі видання:
- Филипчак І. Анна Ярославна — королева Франції. — Дрогобич: Відродження, 1995. — 176 с.
- Филипчак І. Будівничий держави. — Буенос-Айрес: Видавництво Юліяна Середяка, 1985. — 150 с.
- Филипчак І. За Сян! — Нью-Йорк: Фундація дослідження Лемківщини, 1982. — 110 с.
- Филипчак І. Княгиня Романова. — Львів: Червона калина, 1990. — 344 с.
- Филипчак І. Кульчицький — герой Відня. Повість. — Кліфтон, 1983. — 187 с.
- Филипчак І. Іванко Берладник або пропаща сила. — Буенос-Айрес: Видавництво Юліяна Середяка, 1986. — 135 с.
- Іван Филипчак. Історія села Берегів Самбірського повіту.видавниство читальні ''Просвіти в Берегах'' .рік 1935р-більше 64 ст